# Kadir Has Spor Salonu
Kadir Has Spor Salonu, conocido también como Kayseri Arena es un recinto deportivo cubierto situado en la ciudad de Kayseri en Turquía. Forma parte junto al Estadio Kadir Has, el complejo Kayseri Kadir Has Sports Complex, uno de los más modernos y equipados de Turquía. 
Su construcción se completó en 2008 y tiene capacidad para 7200 espectadores.
Fue una de las sedes donde se disputó el Campeonato del Mundo de baloncesto disputado en Turquía en el año 2010.